# Sicyopus bitaeniatus
Sicyopus bitaeniatus är en fiskart som beskrevs av Maugé, Marquet och Laboute 1992. Sicyopus bitaeniatus ingår i släktet Sicyopus och familjen smörbultsfiskar. Inga underarter finns listade i Catalogue of Life.